# Liquid Television
Liquid Television è un programma televisivo statunitense del 1991, creato da Japhet Asher.
È servito come punto di partenza per diverse serie animate originali di alto profilo, tra cui Beavis and Butt-Head e Æon Flux. La maggior parte del materiale di Liquid Television è stato creato da animatori e artisti indipendenti appositamente per il programma. È stato seguito da Cartoon Sushi nel 1997.
La serie è stata trasmessa per la prima volta negli Stati Uniti su MTV (in simultanea con BBC Two durante la prima stagione) dal 2 giugno 1991 al 1º gennaio 1995, per un totale di 22 episodi ripartiti su tre stagioni. In seguito sono stati pubblicati due episodi aggiuntivi sul sito web LiquidTelevision.com.

## Episodi
| Stagione         | Episodi | Prima TV originale | Prima TV Italia |
| ---------------- | ------- | ------------------ | --------------- |
| Prima stagione   | 6       | 1991-1992          | inedita         |
| Seconda stagione | 10      | 1992               | inedita         |
| Terza stagione   | 6       | 1993-1995          | inedita         |
| Quarta stagione  | 2       | 2014               | inedita         |

## Produzione
La prima stagione di Liquid Television è andata in onda su BBC Two in co-produzione con MTV. Poco tempo dopo, MTV ha commissionato tre stagioni prodotte da Colossal Pictures. Liquid Television è stato uno dei pochi programmi contenitori a produrre cartoni animati di alto profilo come Beavis and Butt-head e Æon Flux. La maggior parte del materiale di Liquid Television è stato creato appositamente da animatori e artisti indipendenti, insieme a qualche segmento ricavato da Spike and Mike's Festival of Animation. Il tema iniziale di Liquid Television è stato interamente composto da Mark Mothersbaugh. La serie è stata trasmessa anche in Nuova Zelanda, su Three, e in Australia, su SBS.
A causa dell'ampio uso di musica con licenza presente in tutta la serie, gli episodi completi di Liquid Television sono tuttora introvabili poiché non sono mai stati pubblicati o distribuiti in versione originale; tuttavia, si possono ancora trovare i primi episodi di Æon Flux, che sono stati distribuiti in videocassetta alla fine degli anni 1990 nei primi due volumi della serie The Best of Liquid Television. Queste videocassette sono fuori catalogo da molto tempo. Nel 1997 è stata pubblicata una raccolta intitolata Wet Shorts (The Best of Liquid Television), che comprende anche le due cassette, ma anche questa è finita fuori catalogo.

## Distribuzione

### Trasmissione internazionale
- 2 giugno 1991 negli Stati Uniti su MTV;
- 2 giugno 1991 nel Regno Unito su BBC Two;
- In Canada su MuchMusic;
- In Asia su Channel V;
- In Australia su SBS;
- In Nuova Zelanda su TV3.